# Ишимбайнефть
Нефтегазодобывающее управление «Ишимбайнефть» ООО «Башнефть-Добыча» (НГДУ «Ишимбайнефть») — первое нефтедобывающее предприятие, входящее в структуру ПАО «АНК „Башнефть“», созданное в 1932 году.
Адрес: Россия, 453210, Башкортостан, г. Ишимбай, ул. Геологическая, д. 26.

## История
16 мая 1932 года из скважины № 702 у деревни Ишимбаево ударил первый мощный фонтан нефти Ишимбайского месторождения. Именно этот день считается точкой отсчёта промышленной разработки нефти в Республике Башкортостан.
Начало НГДУ «Ишимбайнефть» в его современном виде положил нефтепромысел имени С. М. Кирова треста «Востокнефть», образованный на основании постановления ВСНХ СССР № 23 от 4.01.1932 года.
7 сентября 1935 года согласно приказу «Наркомтяжпрома» трест «Востокнефть», находившийся в Уфе, реорганизован в два самостоятельных треста: «Востокнефть» (Куйбышев) и «Башнефть» (Стерлитамак). В 1936 году трест «Башнефть» переведён в Ишимбай.
С 29 апреля по 8 мая 1940 года согласно постановлению СНК СССР трест «Башнефть» переводится в Уфу, а на базе Ишимбайских нефтепромыслов создаётся трест «Ишимбайнефть».
В начале 1960-х годов был создан цех научно-исследовательских и опытно-промышленных работ «Ишимбайнефть».
Работники этого подразделения позже стали известными учёными:
- доктора наук К. И. Мангушев и Я. А. Мустаев;
- кандидаты технических наук Г. X. Габбасов, Р. Г. Гольцман, Б. П. Горбиков, В. А. Илюков, Ф. А. Сайфиев, X. Ш. Сабиров, И. В. Пастухов, И. М. Бикбаев, Р. Р. Гумеров.

20 июля 1970 года нефтепромысловое управление «Ишимбайнефть» преобразовано в нефтегазодобывающее управление «Ишимбайнефть».
В 1986 году НГДУ «Ишимбайнефть» преобразовано в опытное нефтегазодобывающее управление «Ишимбайнефть» объединения «Союзнефтеотдача».
В 1993 году ОНГДУ «Ишимбайнефть» преобразовано в дочернее предприятие НГДУ «Ишимбайнефть» в составе акционерного общества «Ишимбайнефть».
17 июля 1995 года ДП НГДУ «Ишимбайнефть» в составе АО «Ишимбайнефть» преобразовано в НГДУ «Ишимбайнефть» в составе ОАО «Акционерная нефтяная компания „Башнефть“».
В 2001 году НГДУ «Ишимбайнефть» преобразовано в ООО «НГДУ „Ишимбайнефть“».
В 2005 году в составе ОАО «АНК „Башнефть“» создано три филиала: «Башнефть-Ишимбай», «Башнефть-Уфа» и «Башнефть-Янаул».
В 2009 году филиал ОАО «АНК „Башнефть“» — «Башнефть-Ишимбай» преобразован в нефтегазодобывающее управление «Ишимбайнефть» ООО «Башнефть-Добыча» ОАО «Акционерная нефтяная компания „Башнефть“».

## Деятельность

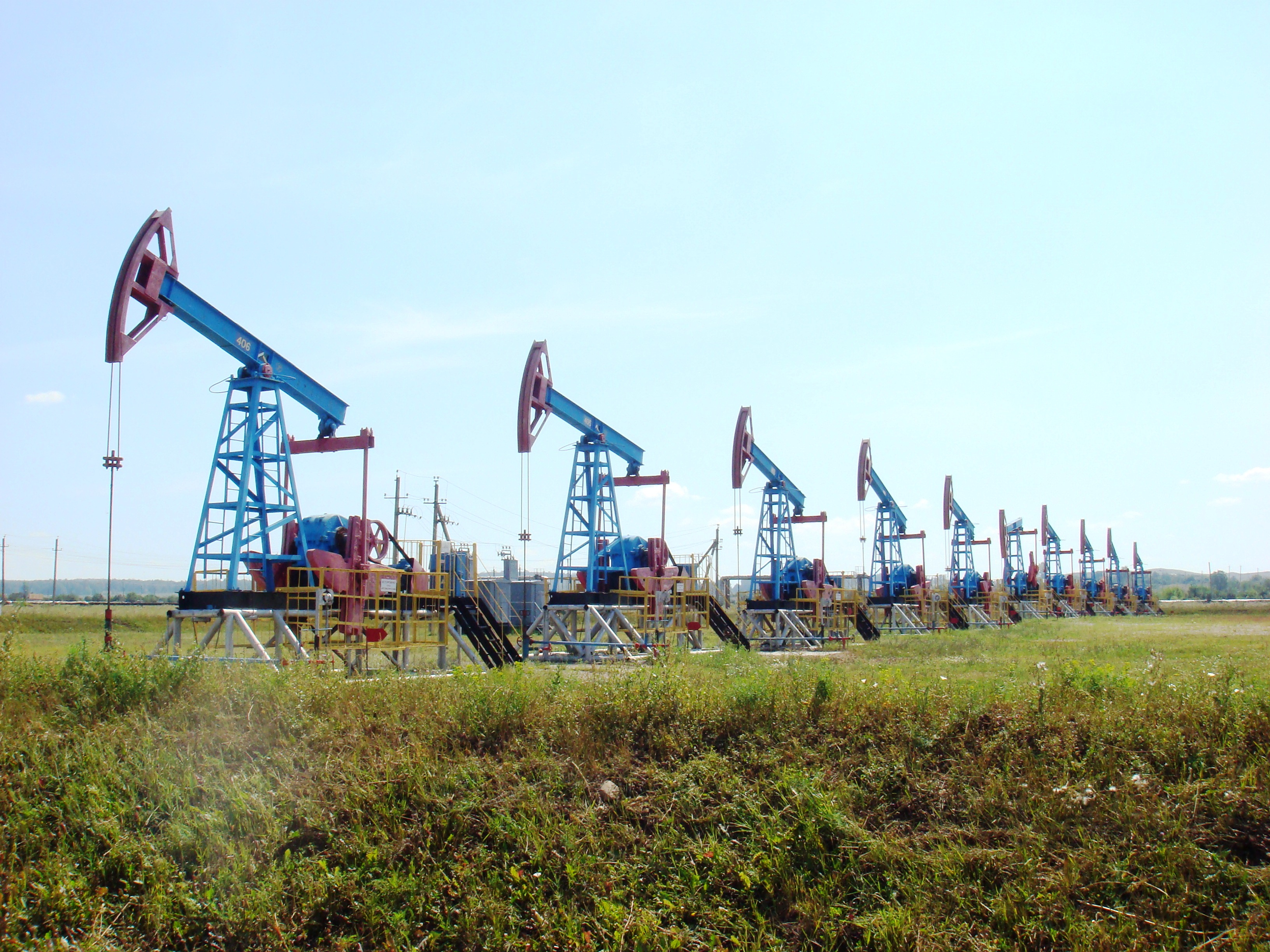
Станки-качалки на улице Первооткрывателей Башкирской Нефти напротив исторической скважины № 702

НГДУ «Ишимбайнефть» разрабатывает 71 нефтяное и газовое месторождение. В настоящее время добыча нефти (суммарным дебитом около 2 миллионов тонн в год) и попутного газа (порядка 160 миллионов кубометров в год) ведётся в семи цехах добычи нефти и газа предприятия, охватывающих 18 районов юго-запада Башкортостана и 5 — Оренбургской области.
Эксплуатационный фонд нефтяных скважин по состоянию на 1 января 2010 г. составил 2883 ед. Добыча нефти за 2009 год составила 1838,7 тыс. тонн, в том числе за счёт ГТМ — 201,9 тыс. тонн. Поддержание пластового давления на истощенных рифовых месторождениях Ишимбайской группы путём закачки углеводородного газа в сводовую часть залежей является одним из самых эффективных методов повышения нефтеотдачи и осуществляется только в НГДУ «Ишимбайнефть».
«Чёрное золото» готовится к сдаче потребителю на современных установках подготовки и перекачки нефти. Полученные в результате переработки нефти светлые и тёмные нефтепродукты реализуются через сеть фирменных заправочных станций АНК «Башнефть».
В 2009 году на ХХ научно-технической конференции молодёжи ОАО «АНК „Башнефть“» ишимбайцы завоевали четыре первых места, три — вторых, два — третьих и три — поощрительных.

## Люди, связанные с Ишимбайнефтью
- Юрий Иванович Шаевский, заместитель начальника Главюгнефтедобыча, главного технико-экономического управления Миннефтепрома СССР (1966—1975).
- Семён Акимович Чуманов, начальник НГДУ «Осинскнефть» (1969—1978); начальник Управления по повышению нефтеотдачи пластов и капитальному ремонту скважин (1978—1983); заместитель генерального директора объединения «Пермьнефть» (1983—1985).
- Вениамин Николаевич Травницкий, глава НГДУ «Аксаковнефть» (1964—1979).
- Харлампий Павлович Сыров, старший геолог Народного комиссариата нефтяной промышленности (1941—1942).
- Елеферий Исаакович Суханкин, Лауреат Сталинской премии (1952) третьей степени за разработку новых методов детального исследования физических свойств нефтей в пластовых условиях
- Хаким Хасанович Гумерский — советский российский нефтяник, учёный, бизнесмен, региональный политик.
- Коваленко Константин Иосифович — управляющий трестом Ишимбайнефть в 1946—1952 годах.